# Bill Holman (saxophoniste)
Pour les articles homonymes, voir Bill Holman et Holman.
Willis Leonard Holman, dit Bill Holman, né le 21 mai 1927 à Olive en Californie et mort le 7 mai 2024, est un saxophoniste et arrangeur américain de jazz, représentant du jazz West Coast.

## Biographie
Après des débuts avec Charlie Barnet, Bill Holman intègre le big band de Stan Kenton dont il devient le principal arrangeur de 1951 à 1956. À la fin des années 1950, il enregistre sous son nom avec des musiciens de jazz West Coast tels que Richie Kamuca, Frank Rosolino, Conte Candoli, Vince Guaraldi, Jimmy Rowles, Monty Budwig, Stan Levey, Lou Levy, Stu Williamson, Charlie Mariano, Herb Geller.

## Discographie partielle

### Comme leader
- 1954 : Kenton Presents Jazz : Bill Holman, Capitol Records, 25 cm, H-6500
- 1957 : The Fabulous Bill Holman, Andex Records
- 1958 : Big Band In A Jazz Orbit, Coral
- 1960 : Bill Holman's Great Big Band, Capitol Records
- 1987 : World Class Music (Bill Holman Band), JVC

### Comme co-leader
- 1958 : Bill Holman-Mel Lewis Quintet : Jive for Five, Andex Records A-3005

### Comme sideman
- 1955 : Bobby Scott : The Compositions of Bobby Scott, Bethlehem Records BCP-8
- 1956 : Stu Williamson : Stu Williamson, Bethlehem Records BCP-55
- 1957 : Mel Lewis Sextet : Mel Lewis Sextet, Mode Records MOD LP #103
- 1958 : Shorty Rogers and His Giants : Gigi in Jazz, RCA Records LPM-1696
- 2005 : Cheryl Bentyne : Let Me Off Uptown, Telarc CD-83606

## Sources
- Courte biographie sur le site Allmusic.com